# Plaçage

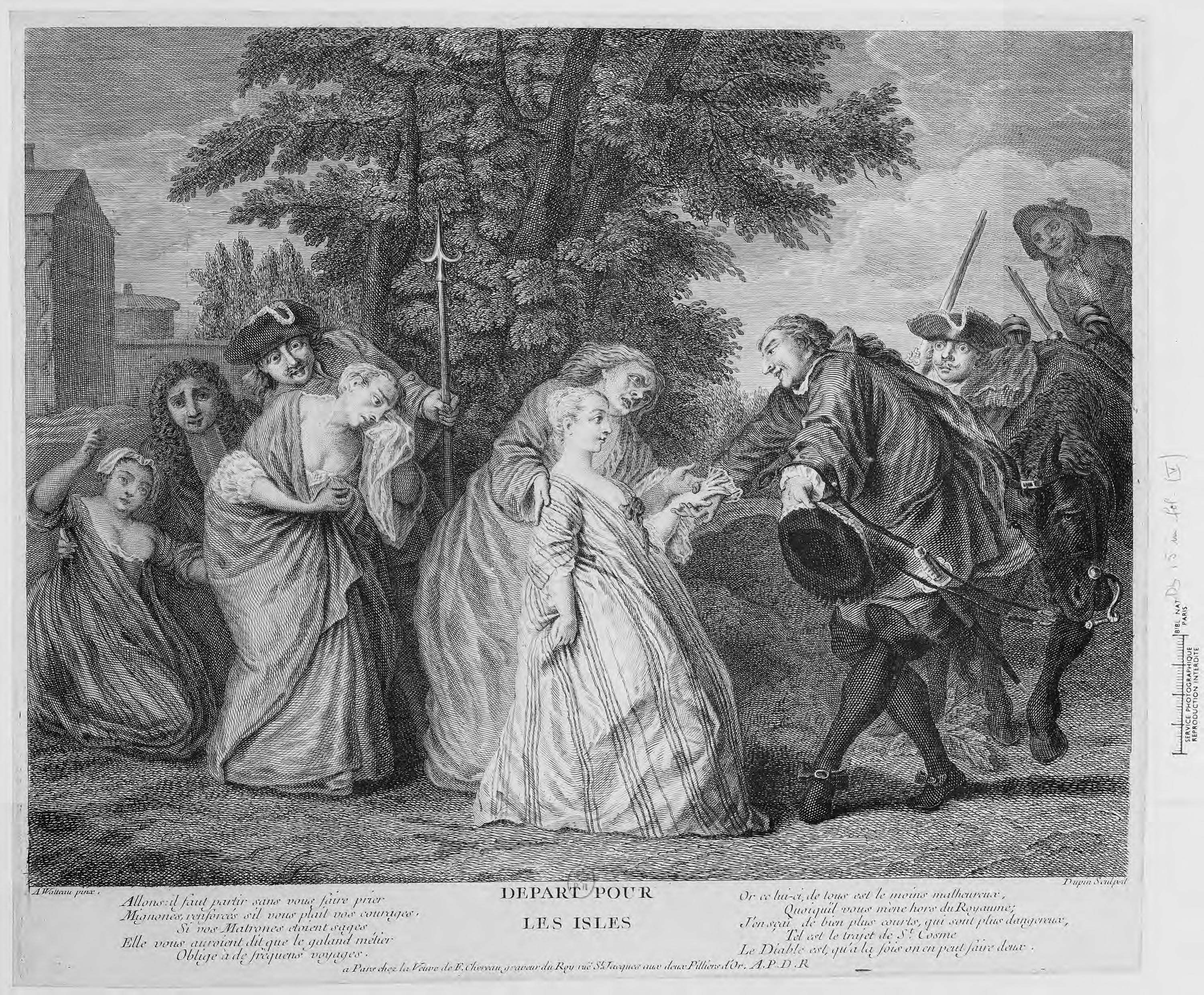
Um reprodução de Dupin depois de Jean-Antoine Watteau descrever o caso das mulheres que foram embarcadas à força para as Américas. Qualquer que fosse sua condição ou status social, as mulheres francesas relutavam em migrar para as colônias.

Plaçage foi um sistema extralegal reconhecido em colônias escravagistas dos impérios coloniais francês e espanhol na América do Norte e no Caribe no qual homens de etnia europeia entravam em uniões civis com mulheres de ascendência africana, ameríndia ou multirraciais. O termo vem do francês placer que significa "colocar". As mulheres nessa condição não eram legalmente reconhecidas como esposas mas sim como placées ("colocadas"); seus relacionamentos eram conhecidos como os mariages de la main gauche ("casamentos de mão esquerda"), isto é, como casamentos morganáticos. Tais relações institucionalizaram-se com contratos ou negociações que atribuíam propriedades às mulheres e aos filhos dessas relações e em alguns casos dando-lhes a alforria caso fossem escravos. O sistema teve destaque na Luisiana sob domínio francês e espanhol, tendo seu auge neste último, ente os anos de 1769 e 1803, em Nova Orleães, assim como em localidades que hoje se situam no sul dos Estados Unidos assim como em Saint-Domingue (atual Haiti).
Em anos recentes, pelo menos três historiadores (Kenneth Aslakson, Emily Clark e Carol Schlueter) discutiram a historicidade da prática do plaçage, referindo-se a muitas de suas características como "mitos".

### Historiografia(em inglês)
- The Free People of Color of New Orleans, An Introduction, by Mary Gehman and Lloyd Dennis, Margaret Media, Inc., 1994.
- Africans in Colonial Louisiana: The Development of Afro-Creole Culture in the Eighteenth Century, by Gwendolyn Midlo Hall, Louisiana State University Press, 1995.
- Creole New Orleans, Race and Americanization, by Arnold R. Hirsch and Joseph Logsdon, Louisiana State University Press, 1992.
- Bounded Lives, Bounded Places: Free Black Society in Colonial New Orleans, by Kimberly S. Hanger.
- Afristocracy: Free Women of Color and the Politics of Race, Class, and Culture, by Angela Johnson-Fisher, Verlag, 2008.
- The Strange History of the American Quadroon − Free Women of Color in the Revolutionary Atlantic World, by Emily Clark, The University of North Carolina Press, 2013.

### Relatos contemporâneos(em inglês)
- Travels by His Highness Duke Bernhard of Saxe-Weimar-Eisenach through North America in the years 1825 and 1826, por Bernhard, Duque de Saxe-Weimar-Eisenach; William Jeronimus e C.J. Jeronimus, University Press of America, 2001.
- Voyage to Louisiana, (An abridged translation from the original French by Stuart O. Landry) por C.C. Robin, Pelican Publishing Co., 1966.